# Carl Eric Löfström
Carl Eric Löfström, född 1736 i Nyland, död 23 juli 1788 i Vänge socken, Uppsala län, var en svensk fajansmålare. Han var far till Carl Petter Löfström. 
Löfström var ritargesäll vid Rörstrands porslinsfabrik i mitten av 1750-talet. Han anställdes vid fabriken 1777. Han blev verkmästare vid Marieberg 1784 men begav sig samma år till den Berggrenska fajansfabriken i Vänge där han var verksam fram till sin död. Löfström var en konstnär med rik fantasi och en lätt hand. Han dekorerade en mängd föremålstyper med stilelement som följde den tidens konstnärliga utveckling. Löfström är representerad vid Nationalmuseum i Stockholm.